# Servidor Cartográfico de Recursos Sociales

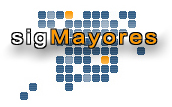
SigMayores.

El Servidor Cartográfico de los Recursos Sociales de España – sigMayores es un sistema de información geográfica sobre recursos sociales para personas mayores en España. Permite buscar entre más de 22.000 recursos disponibles para mayores por comunidades o ciudades como: residencias, centros de día, servicios de atención a domicilio y servicios de teleasistencia.
Esta herramienta forma parte de Envejecimiento en red, un portal científico de acceso libre y gratuito especializado en Gerontología y Geriatría, desarrollado por el Consejo Superior de Investigaciones Científicas (CSIC) en España. Está dirigido al ámbito académico y científico, los profesionales de los servicios sociales, los propios mayores y la sociedad en general. Su actividad se basa en el intercambio de información sobre personas mayores en la red, fundamentalmente en español, aunque también recoge información en otros idiomas. 

## Servidor cartográfico
SigMayores es un geoportal de información sobre recursos sociales para personas mayores en España. A través de este sistema de información geográfica se pueden realizar búsquedas de servicios de atención residencial, centros de día, servicios de teleasistencia y de ayuda a domicilio, visualizar su ubicación geográfica y obtener información derivada. Es una iniciativa al amparo de la Ley de Dependencia (Ley 39/2006, de 14 de diciembre, de Promoción de la Autonomía Personal y Atención a las personas en situación de dependencia) y la Directiva Europea Plan Avanza(INfrastructure for SPatial InfoRmation in Europe). También ha recibido financiación del Ministerio de Industria, Turismo y Comercio. 
De acuerdo con la [Directiva INSPIRE] y las especificaciones de [OGC | (Open Geospatial Consortium)], sigMayores se configura como una IDE (Infraestructura de Datos Espaciales) temática de recursos sociales, ofreciendo como servicio WMS (Web Map Service) la ubicación geográfica de dichos recursos.